# Budynek przy ul. Sienkiewicza 38 w Toruniu
Budynek przy ul. Sienkiewicza 38 w Toruniu – gmach dawnej preparandy ewangelickiej znajdujący się na Bydgoskim Przedmieściu w Toruniu. Został zbudowany w 1906 roku. Pierwotnie mieściła się tutaj szkoła kształcąca pedagogów i przygotowująca do kontynuowania nauki w wyższym seminarium nauczycielskim. W okresie międzywojennym stanowiła siedzibę Kuratorium Okręgu Szkolenia Pomorskiego. W 1990 roku w budynku mieściła się siedziba Nauczycielskiego Kolegium Języków Obcych. Budynek figuruje w gminnej ewidencji zabytków (nr 1088).